# Sère (rivière)
Pour la rivière homophone, voir Cère (rivière). Pour les homonymes, voir Sère.
La Sère est une  rivière du Sud-Ouest de la France arrosant les départements du Gers (une seule commune) et du Tarn-et-Garonne en région Occitanie. C'est un affluent de rive gauche (sud) de la Garonne.

## Géographie

### Cours
De 31,3 km de longueur, la Sère, située entre la Gimone et l'Arrats, prend sa source dans la commune de Castéron (Gers).
Elle coule dans l'ensemble du sud-ouest vers le nord-est, puis sud-nord à partir de Castelmayran (centre).
Elle conflue avec la Garonne non loin de Saint-Nicolas-de-la-Grave, à la limite entre une exclave (sans nom apparent) de la commune de Castelmayran et une excroissance au sud de la Garonne de la commune de Castelsarrasin (lieudit La Saint-Sardosse).

### Principaux affluents
- Ruisseau de Floris : 5,3 km (rive gauche)
- Ruisseau de Cézone : 9,8 km (rive droite)
- Ruisseau de Braquets : 7,4 km (rive droite)
- Ruisseau de Tistets : 8,5 km (rive droite)
- Ruisseau de Gat : 8,2 km (rive droite)
- le Rieutord : 11,6 km (rive gauche)

### Départements et communes traversés
- Gers : Castéron
- Tarn-et-Garonne : Cumont, Lamothe-Cumont (par un angle[pas clair]), Glatens, Maumusson, Esparsac, Lavit, Gensac, Coutures, Saint-Arroumex, Fajolles, Angeville, Caumont, Castelmayran, Saint-Nicolas-de-la-Grave, Castelsarrasin, Castelmayran (exclave).